# Dream (Thomas Helmig-album)
 For alternative betydninger, se Dream. (Se også artikler, som begynder med Dream)
Dream er det tiende studiealbum fra den danske sanger og sangskriver Thomas Helmig, der blev udgivet den 24. marts 1999 på RCA og BMG.
Albummet er hovedsageligt indspillet i Helmigs hjemmestudie The Annex, i Århus-forstaden Risskov. De fleste vokaler på albummet er indspillet som first takes, hvilket ifølge Helmig betyder at "pladen har en anden dynamik end mine tidligere plader, hvor jeg har repareret på lyden for at få det fuldendte." I modsætning til det forrige album, Groovy Day (1996) og dens polerede soullyd, gik Helmig denne gang efter at lave "rå indspilninger" og en "sangskriverplade". Teksterne på Dream kredser om parforholdet: "Hvor svært det stadigvæk er, og hvor lidt man stadig fatter kvinder. Men også det at turde skælde sig selv ud og sige: Er du ikke blevet lige konform nok, kammerat? Jeg synes ikke nødvendigvis det med at få børn er en adgangsbillet til at blive hamrende kedelig". Fire af albummets sange er skrevet i samarbejde med den amerikanske sangskriver Billy Mann (Pink, Ricky Martin, Backstreet Boys m.fl.), heriblandt andensinglen "Flower Child". Albummets første single, "The One and Only" er titelmelodi til Susanne Bier-filmen Den eneste ene.
Dream gik ind som nummer ét på album-hitlisten, og solgte 60.000 eksemplarer i den første uge. Albummet modtog i slutningen af 1999 dobbelt-platin, og har solgt 120.000 eksemplarer.

## Spor
| #   | Titel                      | Sangskriver(e)            | Producer(e)        | Længde |
| --- | -------------------------- | ------------------------- | ------------------ | ------ |
| 1.  | "Flower Child"             | Thomas Helmig, Billy Mann | Mann, Helmig       | 3:57   |
| 2.  | "Better Man"               | Helmig, Mann              | Mann, Helmig (co.) | 3:49   |
| 3.  | "To the Moon, Alice"       | Helmig, Jai Winding       | Winding, Helmig    | 4:17   |
| 4.  | "Strange Night"            | Helmig, Mann              | Mann, Helmig       | 3:54   |
| 5.  | "Unspoken Truth"           | Helmig, Mann              | Mann, Helmig       | 3:59   |
| 6.  | "If I Lose Myself in This" | Helmig                    | Helmig             | 4:01   |
| 7.  | "Without You"              | Helmig                    | Helmig             | 3:37   |
| 8.  | "Saltwater Blues"          | Helmig                    | Helmig             | 3:38   |
| 9.  | "Maybe This Time"          | Helmig                    | Helmig             | 4:14   |
| 10. | "Dream-Chaser"             | Helmig                    | Helmig             | 3:42   |
| 11. | "Moonsilver"               | Helmig                    | Helmig             | 4:17   |
| 12. | "The One and Only"         | Helmig                    | Helmig             | 3:49   |

## Hitlisteplacering
| Hitliste (1999)    | Højeste placering |
| ------------------ | ----------------- |
| Dansk Album Top-40 | 1                 |